# Пресненские пруды
Пресненские пруды — комплекс, состоящий из двух (ранее четырёх) прудов в Пресненском районе ЦАО Москвы на реке Пресне.
Сейчас осталось только два пруда на территории зоопарка: Большой и Малый. Вплоть до 1908 года прудов было четыре.
Уже в XIV веке на Пресне стояла мельница, принадлежащая Владимиру Андреевичу «Храброму», был и пруд. С 1410 земли принадлежали Новинскому монастырю. На плане 1683 года видны 4 пруда, через реку 3 деревянных плотины и одна каменная у устья.
В 1806 году Пётр Валуев скупил окружающие земли и устроил «Пресненское гулянье». Деревянные плотины были заменены каменными. Были разбиты цветники. На Духов день московское купечество устраивало здесь смотрины невест.
По обоим берегам прудов шли две улицы — Нижняя Прудовая, теперь Дружинниковская, с западной стороны и Верхняя Прудовая, сейчас Конюшковская, с восточной.
В 1908 году Нижний и Средний пруды были спущены, а Пресня заключена в коллектор. В 1922 году на месте Среднего пруда был устроен стадион.
Горбатый мост, ныне декоративный, ранее разделял Нижний и Средний пруды.

## Галерея

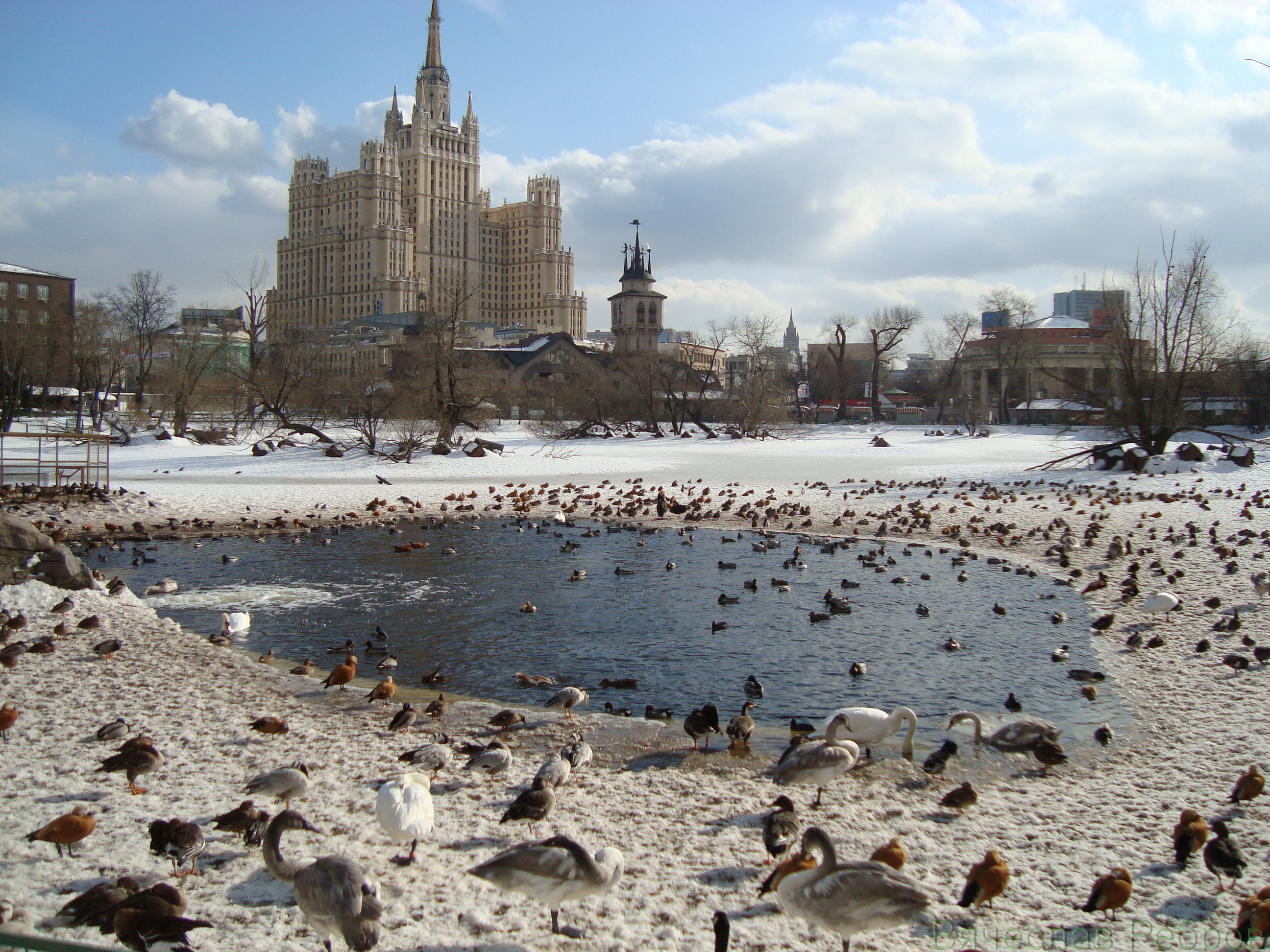
Большой пруд
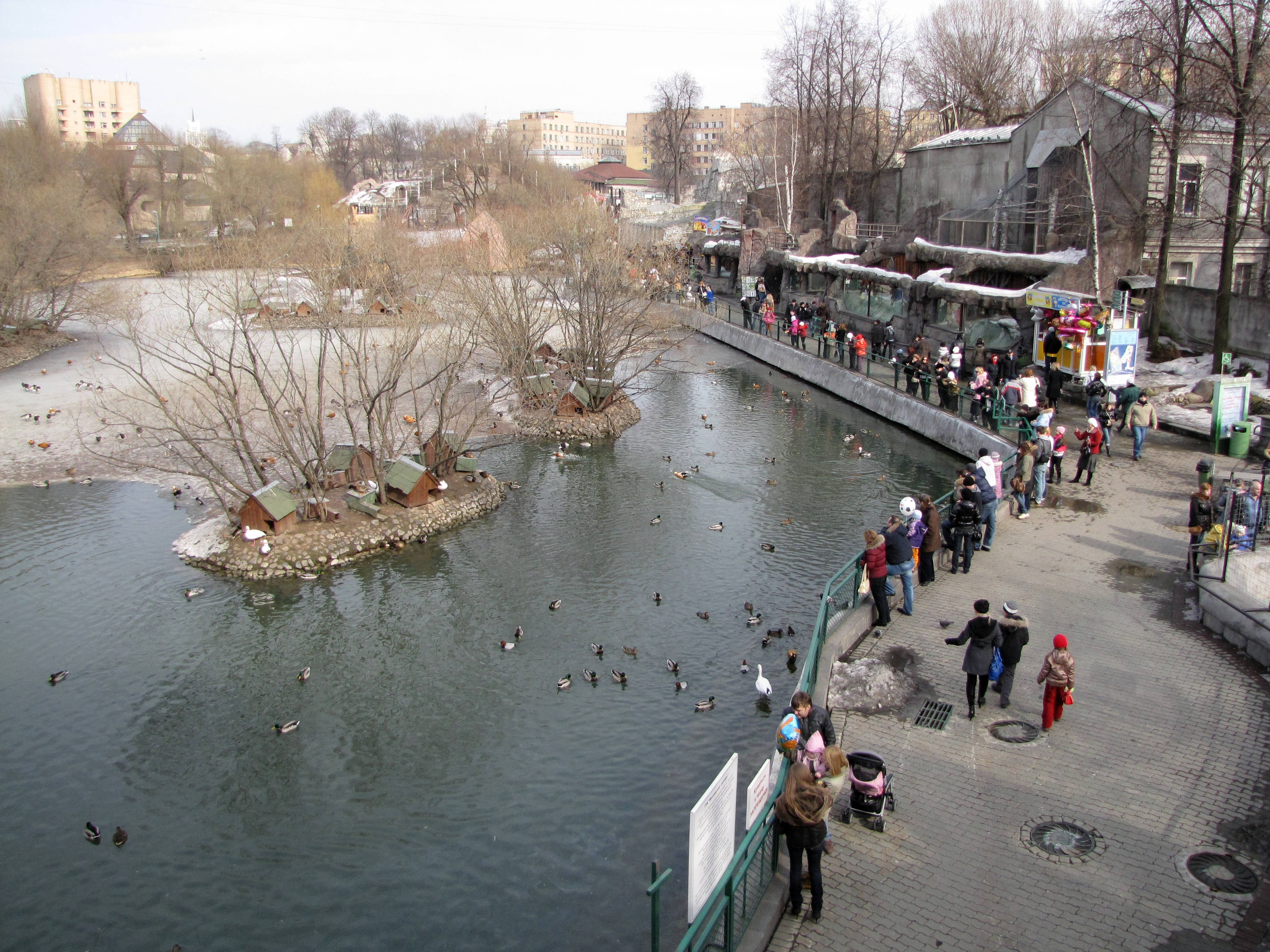
Малый пруд
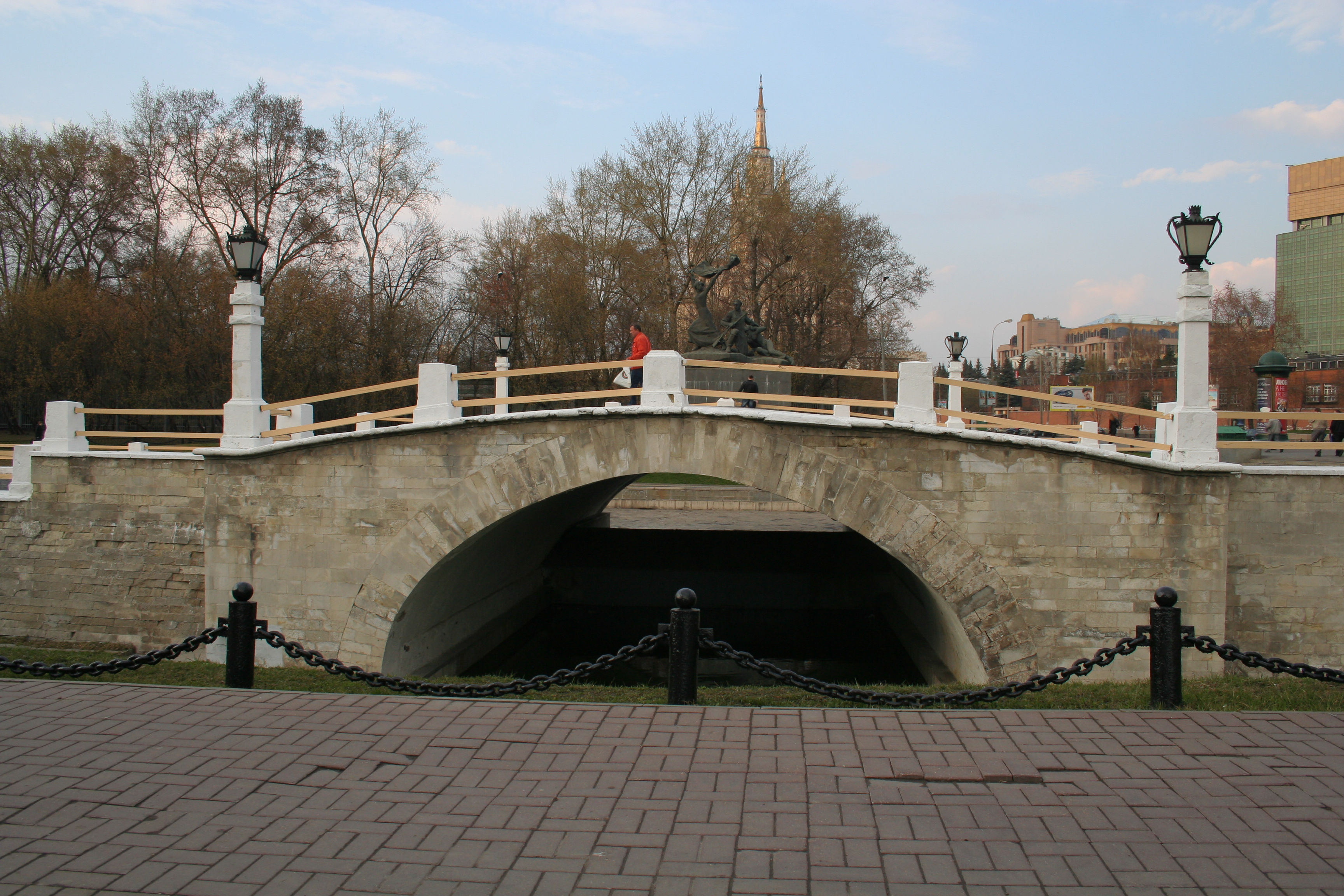
Горбатый мост ранее разделял Нижний и Средний пруды
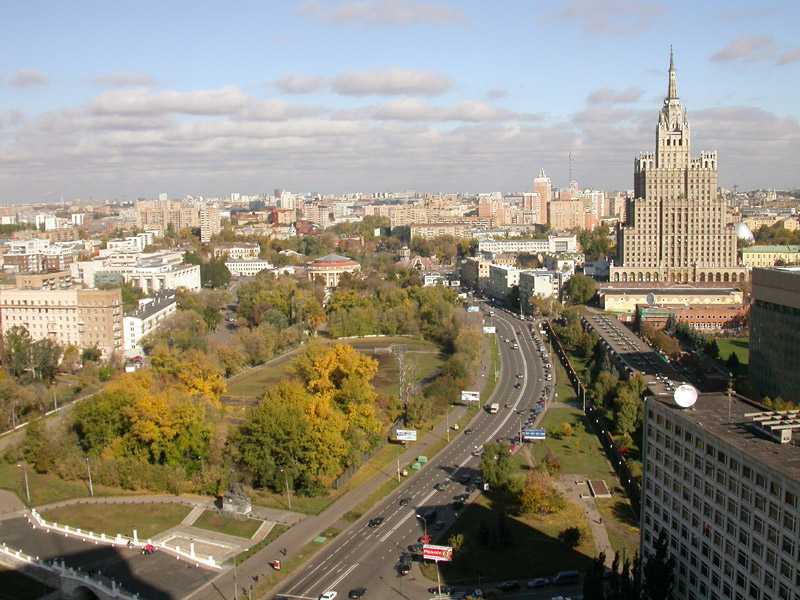
Стадион «Красная пресня» на месте Среднего пруда